# Capomastro

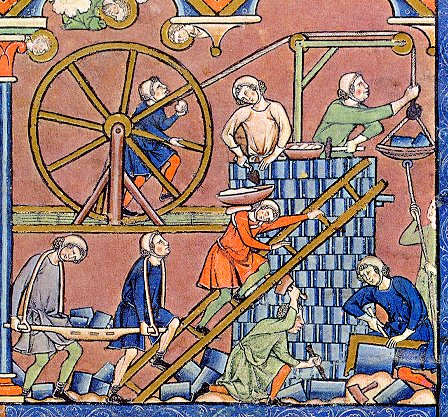
Illustrazione di un cantiere medievale (miniatura dalla Bibbia Maciejowski)

Quella del capomastro o maestro costruttore era una figura centrale che dirigeva i progetti di costruzione in epoca pre-moderna (un precursore dell'architetto e dell'ingegnere moderno).

## Storia
Storicamente, il termine indicava generalmente «il capo di un progetto di costruzione nel Medioevo o nel periodo rinascimentale». Una fonte del 1887 lo descrive come segue:
(The Inland Architect and News Record)

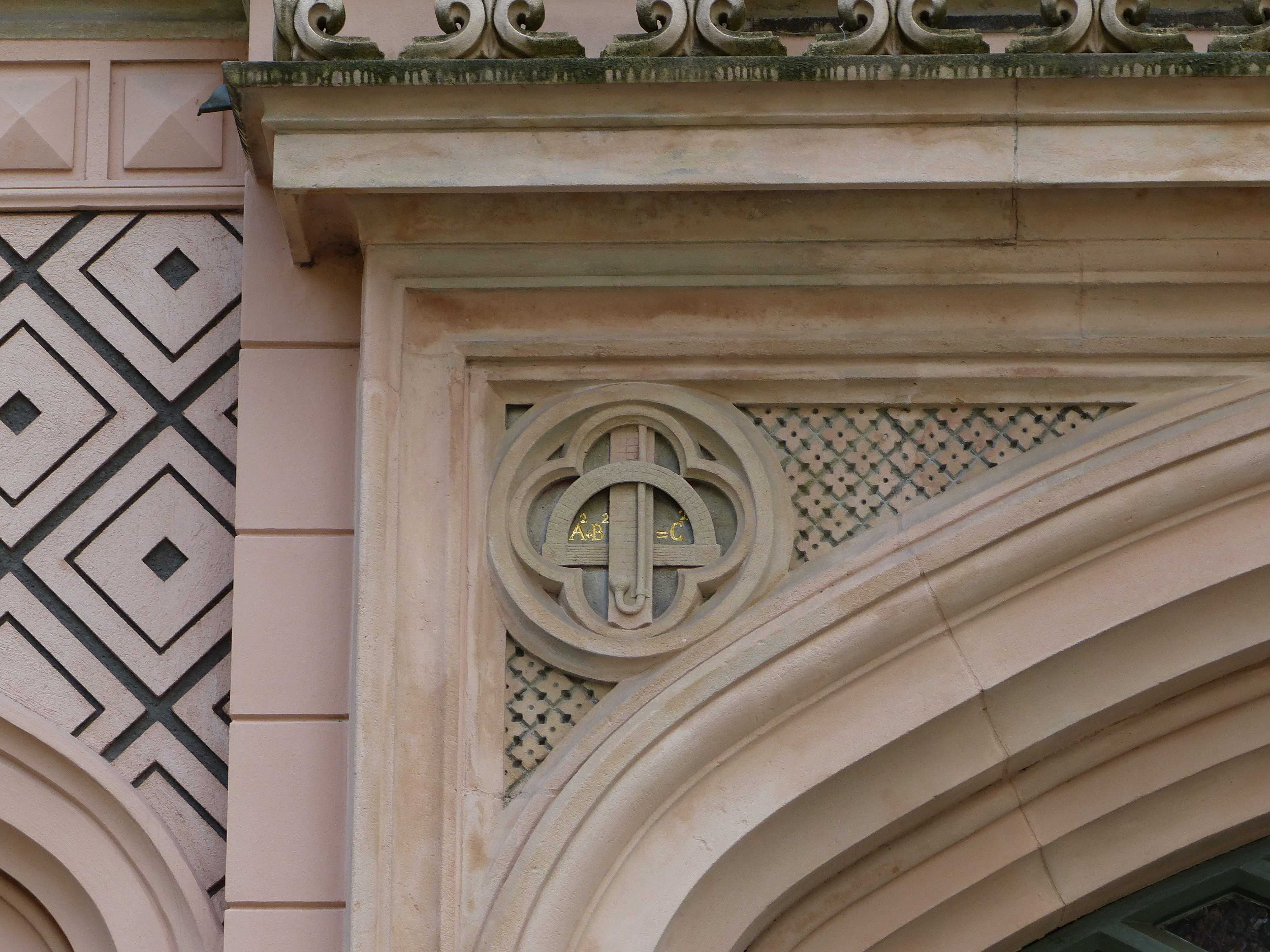
Monogramma del capomastro sulla porta principale della scuola storica a Zittau, che rimanda al significato massonico del teorema di Pitagora.

Il termine è stato anche applicato per descrivere più ampiamente «progettisti e costruttori di lavori di costruzione su larga scala che hanno imparato la loro attività in un modo più formale rispetto ai costruttori di forme primitive nelle società pre-tecnologiche... dai tempi degli egizi e Sumeri fino (e in alcuni casi oltre) alla Rivoluzione industriale». La frase è stata in uso almeno dal 1610, quando William Camden scrisse nella sua Britain, or a Chorographicall Description of the most flourishing Kingdomes, England, Scotland, and Ireland, and the Ilands adjoyning, out of the depth of Antiquitie,  di «quelle ali in architettura, che i grandi maestri costruttori strappano a Peroma».
Come per altri mestieri, i capomastri erano inizialmente addestrati all'interno di corporazioni attraverso lunghi apprendistati con persone che avevano già questo status, spesso a partire dall'infanzia, e i «segreti dei maestri costruttori erano spesso gelosamente custoditi e trattati come conoscenza sacra». Una fonte del 1926 affermava:
(Proceedings of the Annual Convention of the American Institute of Architects)